# Репин, Иван Павлович
Иван Павлович Репин (1917—2003) — майор Советской Армии, участник Великой Отечественной войны, Герой Советского Союза (1943).

## Биография
Иван Репин родился 23 сентября 1917 года в деревне Лыстем (ныне — Селтинский район Удмуртии). После окончания неполной средней школы находился на административных должностях. В 1938 году Репин был призван на службу в Рабоче-крестьянскую Красную Армию. С 1942 года — на фронтах Великой Отечественной войны.
К сентябрю 1943 года старший сержант Иван Репин командовал орудием 6-го артиллерийского полка 74-й стрелковой дивизии 13-й армии Центрального фронта. Отличился во время освобождения Черниговской области Украинской ССР. 12 сентября 1943 года расчёт Репина переправился через Десну к северу от города Короп и принял активное участие в боях за захват и удержание плацдарма на её берегу, уничтожив 2 танка и большое количество солдат и офицеров противника.
Указом Президиума Верховного Совета СССР от 16 октября 1943 года за «образцовое выполнение боевых заданий командования и проявленные при этом мужество и героизм» старший сержант Иван Репин был удостоен высокого звания Героя Советского Союза с вручением ордена Ленина и медали «Золотая Звезда» за номером 1686.
После окончания войны Репин продолжил службу в Советской Армии. В 1944 году он окончил Ленинградское военно-политическое училище, в 1951 году — курсы усовершенствования офицерского состава. В 1958 году в звании майора Репин был уволен в запас. Проживал и работал в Киеве. 
Умер 16 июля 2003 года, похоронен на Берковецком кладбище Киева.
Был также награждён орденами Красного Знамени и Отечественной войны 1-й степени, тремя орденами Красной Звезды и рядом медалей.